# 岬ななみ
岬 ななみ（みさき ななみ、1996年6月9日 - ）は、日本の元AV女優。

## 略歴
2017年11月にアイデアポケットからAVデビュー。所属事務所はティーパワーズ。
2020年にはアタッカーズから3本出演経験がある。
2022年5月に発表されたアサヒ芸能「2022現役AV女優SEXY総選挙」で第31位。
2022年7月よりアタッカーズ専属となった。
2023年8月にリリースした作品以降、活動停止状態となっている。
（Xとインスタグラムのアカウントが削除されている。）
2024年9月現在、所属事務所ティーパワーズのHPからプロフィールが削除されている。

## 人物
- 静岡県出身。
- 趣味は食べ歩き。特技はバレーボール[3]。
- デビューのきっかけはテレビで明日花キララを見て、『何をやってる人なんだろう』と思い調べたらAV女優だったのでAVに興味が沸いた[4]。
- 初体験は高校1年生の時で相手は幼馴染で彼氏の家で。デビュー前までの経験人数は5人[4]。
- 元乃木坂46の橋本奈々未に似ていると言われている[5]。

## 作品

### アダルトDVD
- FIRST IMPRESSION 121 感度バツグン! 「癒し」の凄絶エロ美少女AVデビュー!（11月1日、アイデアポケット）
- 制服美少女の連続大絶頂 4本番 全シーン顔射!! 膣奥Gスポット弾丸突きにイキ乱れる3時間!!（12月1日、アイデアポケット）

- 癒しの美少女と交わすヨダレだらだらツバだくだく濃厚な接吻とセックス（1月1日、アイデアポケット）
- 超快感! 爆潮スプラッシュ!! 失禁×大潮 大洪水セックス 癒しの美少女がダダ漏らし!（2月7日、アイデアポケット）
- 風俗快楽街ヘブン 4本番＋ピンサロ＋オナクラ＋制服リフレ 岬ななみ嬢 本指名240分 フルコーススペシャル 怒涛の全7コーナー!!（3月7日、アイデアポケット）
- ネバスペたっぷり! フェラ大好き完全服従御奉仕メイド ザーメンは全部お口にください… 味わいたいので（4月7日、アイデアポケット）
- 弾丸ピストン2374回イキ狂い149回 シリーズ史上最高の絶頂回数!! 絶頂覚醒 開発された美女の性感帯! 岬ななみの眠っている性を無理矢理叩き起こす!（5月1日、アイデアポケット）
- 1カ月のオナ禁をしいられ性欲リミッター崩壊! 焦らされ更に感度が増した体に一撃挿入!（7月1日、アイデアポケット）
- 狙われた通学路 共謀痴漢電車 （8月1日、アイデアポケット）
- 親のいない1週間義理の兄を軽蔑しながらもご奉仕させられた妹 （9月13日、アイデアポケット）
- 大量ぶっかけ解禁! 魂の顔面シャワー!! 溜めて寝かせて熟成させたどろどろザーメンを癒しの美顔にバズーカ顔射!（10月13日、アイデアポケット）
- 中年オヤジと制服美少女の汗だく唾液みどろ特濃ベロキス性交（11月13日、アイデアポケット）
- 「トロけるくらいディープキスしよっ」ヨダレ唾だくだく美人女教師のベロキス誘惑授業 （12月13日、アイデアポケット）

- おじさん大好き痴女美少女が中年チ○ポを射精へ誘う焦らし寸止め舐めまくり性交（1月13日、アイデアポケット）
- 日常に潜むフェチマニアックス 大満足12シチュエーション 大ボリューム180分 男が絶対に嬉しく勃起する瞬間を映像化!（2月13日、アイデアポケット）
- 解禁! 人生初 生中出しセックス 生チ○ポのピストンに何度も何度もイクイク大絶頂!!（3月13日、アイデアポケット）
- 終電逃し先輩社員にNTR 絶倫の先輩上司に一晩中何度も中出しされた女子社員 （4月13日、アイデアポケット）
- 真正W生中出し風俗5本番 240分貸し切りスペシャルコース 遂に共演!!（5月13日、アイデアポケット）
- 夫がいない間、私は義父に孕むまで犯され続けています （6月13日、アイデアポケット）
- 「奥はダメ! もうイッてる!!」 絶頂後にぶっちぎりの追撃弾丸中出しピストン 痴女作品のはずが、ナイショで企画内容変更!（7月13日、アイデアポケット）
- 義父を狂わせる献身若妻の全身舐めしゃぶり誘惑（8月13日、アイデアポケット）
- 死ぬほど大嫌いな上司と出張先の温泉旅館でまさかの相部屋に… 醜い絶倫おやじに何度も何度もイカされ中出しさせられてしまった私（9月13日、アイデアポケット）
- 町内会スワッピングNTR 絶倫のオヤジ達に何度も中出しされ快楽に目覚めた人妻（10月13日、アイデアポケット）
- 1ヶ月間禁欲し彼女のいない数日間に彼女の先輩と気が狂うくらいハメまくった記録動画 朝から晩まで8回性交!（11月13日、アイデアポケット）
- 「終電ないの!? じゃあウチ来なよ?」僕の恋人が家で待ってるのに、 終電を逃がし気の強い同僚女子社員の家に泊まる流れに… ノーパンノーブラ 部屋着に興奮した絶倫のボクは一晩中ヤりまくった。。。 激カワすっぴんもあるよ（12月13日、アイデアポケット）

- 口でするだけなら…浮気じゃないよね…? 口から始まる結婚直前の中出し寝取られ話一部始終（1月13日、アイデアポケット）
- 結婚前夜、セックス相性抜群の元カレと中出し性交しまくった最低な私… マリッジブルーNTR（2月13日、アイデアポケット）
- 隣に住む中年オヤジに連日連夜ねっとり抱かれ続けた人妻（3月7日、アタッカーズ）
- 射精ホヤホヤの敏感チ○ポ、今日はヤメずにシャブってやるからな（3月13日、アイデアポケット）
- 夫以外の男を知らない地味妻が、チャラ男にまわされて開発されてしまった。 （4月7日、アタッカーズ）
- 綺麗なお姉さんと布団の中で二人きり…ねっとり感じ合う密着スロー中出し性交（4月13日、アイデアポケット）
- セックスレスの妻が実家に帰省中、私に好意のある部下の「ななみ」とホテル密会、1日中激しく舌を絡ませ情熱的な獣SEXを24時間楽しんだ…（5月13日、アイデアポケット）
- ノーブラ女上司の無自覚誘惑に勘違い発情! 暴走中出し激ピストン!（7月13日、アイデアポケット）
- 底辺親父が群がる風俗に売られた美人令嬢 夫の見ている前で屈辱性交 気持ち悪い客に強制奉仕!（8月13日、アイデアポケット）
- 同窓会の夜、突然の大雨で終電逃し元彼ダメ男とホテルで朝まで…（9月13日、アイデアポケット）
- 最低最悪なあの男に恥ずかしいほど何度もイカされて…。（10月7日、アタッカーズ）
- 丁寧淫語で優しく焦らすランジェリー回春痴女エステ 射精するまで帰さない （10月13日、アイデアポケット）
- 恋人の女上司と精子枯れ果てるまで情熱的な絶倫SEXしまくった日々。 【大人気シリーズ第2弾】 「すっぴんでHもあるよ…」 （11月13日、アイデアポケット）
- 形勢逆転! 即尺デリヘル呼んだら、会社のいじわるな女上司だった。 ムカツク女に性裁を! 怒りの暴走ピストン炸裂!!【解禁】強制失禁 （12月13日、アイデアポケット）

- 過激下着モデルをさせられた僕の彼女 悪徳アパレル会社の罠に堕ちた彼女の胸糞セックス映像（1月13日、アイデアポケット）
- 死ぬほど気持ち悪い上司のデカチンに何度もイカされる屈辱レ×プ 変態上司にザーメンマーキングされた岬ななみ（2月13日、アイデアポケット）
- 定額人妻ハメ放題サブスクリプション 夫に満たされない私が始めた最低な仕事（3月13日、アイデアポケット）
- 「ヌイてあげよっか?」 彼女のお姉さんのフェラが気持ち良すぎて浮気がやめられない。-全編主観-（4月13日、アイデアポケット）
- PREMIUM V.I.P 3大メーカー専属美女共演ハーレム 240分Special 山岸逢花 岬ななみ 藍芽みずき（5月15日、PREMIUM）
- 快楽に負けた女捜査官 媚薬漬けにされち○ぽ奴隷と化した美人キャリア （5月13日、アイデアポケット）
- 不貞色の恋 バイト先の人妻との中出し不倫セックスに溺れた話  （6月13日、アイデアポケット）
- 絶頂141回! 大痙攣134回! 潮吹き6100cc! エロス極限突破トランス絶頂FUCK （7月13日、アイデアポケット）
- 夫不在の週末にキスまで不倫を1年続けた隣人男と朝から晩まで接吻セックスしまくった2日間 （8月13日、アイデアポケット）
- 拝啓「兄の妻を寝取りました。」 僕の兄の嫁（義姉）の真実は、しゃぶりたがりの欲求不満妻です。 海辺の田舎暮らし。兄が不在の間に義姉（アネ）とヤリまくった。（9月14日、アイデアポケット）
- 絶倫オヤジに脅迫され来る日も来る日も不潔チ○ポで犯され続けたワタシは…。 真夜中のナースコールは性処理奉仕の合図（10月14日、アイデアポケット）
- 犯されやすいカラダ… 凌辱された事実を義父に強請られ犯され続ける汗だくヨガインストラクター妻（11月9日、アイデアポケット）
- ▲We are ideapocket! アイポケキャンペーンSpecial DVD!（11月11日、アイデアポケット）※15名撮りおろしオムニバス
- 美人家庭教師ななみ先生の接吻レクチャー個人レッスン（12月14日、アイデアポケット）

- 【勤務中】ーサボり密交ー 営業回り中の車内で隣に座る気の強い美人同僚に白昼堂々痴女られ二人でサボってます。（1月11日、アイデアポケット）
- ご褒美はお口でね おしゃぶり大好き美人上司のフェラチオ管理（2月8日、アイデアポケット）
- 出張先が記録的豪雨で童貞部下と突然相部屋に… 雨で濡れた身体に興奮した部下に襲われ朝まで8発のびしょ濡れ絶倫性交（3月8日、アイデアポケット）
- 「課長、一緒にぶっ飛びません?」 逆キメセク痴女子社員　 出張先の相部屋で昇天する2人…（4月12日、アイデアポケット）
- 可愛い顔してSEXは獣 岬ななみ 4th BEST 8時間 絶頂10作品! 20本番!（5月10日、アイデアポケット）※単体ベスト
- 生意気な女上司も二人きりになると簡単に堕ちる (笑) 僕だけのフェラチオペットにしてやった。 岬ななみ（8月2日、アタッカーズ）
- 禁じられた背徳姦7 若過ぎた義理の母 岬ななみ（9月6日、アタッカーズ）
- 週末限定、夫婦交換 妻が他人に抱かれる夜 岬ななみ 大槻ひびき（10月4日、アタッカーズ）
- 取引先社長に気に入られた僕の妻が社長秘書として働かされています…。 濃厚な接吻と中出し性交 岬ななみ（11月1日、アタッカーズ）
- 女教師玩具化計画 岬ななみ（12月6日、アタッカーズ）

- 夫には言えない三日間。 セックスレスで欲求不満な私は甥っ子に中出しさせています。 岬ななみ（5月2日、アタッカーズ）
- 軽蔑していた義父に望まない妊娠をさせられた人妻 岬ななみ（6月6日、アタッカーズ）
- スリルの代償。 万引き人妻がコンビニ店主の性玩具に堕ちた。 岬ななみ（7月4日、アタッカーズ）
- 異常性犯罪者に犯されて無抵抗堕ちした人妻 岬ななみ（8月1日、アタッカーズ）

### アダルトVR
- 初VR 嫉妬深くヤキモチ焼き!! ボクとセックスが死ぬほど好きなかまってちゃんななみにヤラレまくる同棲性活（7月5日、アイデアポケット）
- 酔っ払い過ぎた岬先輩を家まで送り届け介抱! 普段は超厳しい先輩がデレデレ甘えてきてボクを誘うのでボクのち○ぽを無料レンタル! ボクのち○ぽで何度も何度もイっちゃう先輩が堪らなくかわいいので妊娠覚悟のそのまま中出し! 岬ななみ 逆送りオオカミVR（9月5日、アイデアポケット）

- キャンプ中にゲリラ雷雨VR びしょ濡れのななみちゃんは雷鳴に震えてると思いきやまさかのお誘い! テントに閉じ込められた僕らは嵐よりも激しい濃厚セックス! ラッキースケベシチュエーション!! （2月6日、アイデアポケット）
- とろとろ媚薬追撃ピストンVR 何度も何度もイッちゃう敏感彼女にこれでもかと言うくらい激ピストンを喰らわせる!!（3月12日、アイデアポケット）

- 「どこ見てんの?ww 私としたい?」 終電逃がし、美人女上司の家にお泊まり!? ノーパンノーブラ 部屋着に興奮したアナタは… 2D大ヒット作品VR化!! （3月25日、アイデアポケット）
- 俺好みに仕上げた最高傑作（5月20日、アイデアポケット）
- ディープキスのお時間です… トロける激情接吻Sex VR 【天井特化】キス超体感型作品（6月14日、アイデアポケット）
- 彼女がいるのに2人きりになるとニヤニヤしながら密着ささやきボディタッチで積極誘惑してくる欲求不満お姉さん（8月19日、アイデアポケット）
- この女に身を委ねよ。 見下し目線で淫語・ベロキス・ロデオ騎乗位でノンストップ強制3連射!!!　絶倫痴女ロックオンVR（11月24日、アイデアポケット）

- エロ美女ザーメン吸血鬼の死ぬほど気持ちイイ精子吸引VR あなたのドロドロザーメンが私の養分になるから一滴残らず吸い上げさせてもらうわね 岬ななみ（1月24日、アイデアポケット）

### イメージDVD
- Nanami プライベートタイム（2018年10月11日、REbecca）
- ALL NUDE 岬ななみ（2019年1月25日、Aircontrol）

### デジタル写真集
- Count sheep【Nap】岬ななみ（2020年4月10日、ジーオーティー、撮影：羊肉るとん）
- Count sheep【Sleep】岬ななみ（2020年4月10日、ジーオーティー、撮影：羊肉るとん）
- ＃NEWLOOK【girl meets street】岬ななみ（2020年7月1日、ジーオーティー、撮影：永峰拓也）
- We are IdeaPocket! Special Photo Book（2021年11月11日、FANZA BEAUTY COLLECTION）- アイディアポケット専属女優15名による撮り下ろしデジタルフォトブック。

### トレーディングカード
- CJ SEXY CARD SERIES VOL.82 岬ななみ OFFICIAL CARD COLLECTION ～Happy! はっぴー～（2021年12月25日、ジュートク）

## 出演

### テレビ
- 『モテるの法則 』season8（エンタメ～テレ、2018年1月16日）

### ゲーム
- 銀行マンの下剋上～バラ色人生を目指して～（2022年12月6日、AV GAMES、フュージョンプロジェクト）- 検査官・岬ななみ 役[6]